# Aeroporto di Ha'il
L'Aeroporto di Ha'il (in arabo مطار الجوف المحلي‎?) (IATA: HAS, ICAO: OEHL) è un aeroporto definito come nazionale dalle autorità dell'aviazione civile saudite e situato nella parte centro-settentrionale dell'Arabia Saudita, 9 km a Sud della città di Ha'il, capoluogo dell'omonima provincia
L'aeroporto di Ha'il è dotato di una pista di asfalto lunga 3 300 m e larga 45 m, l'altitudine è di 1 015 m, l'orientamento della pista è RWY 18-36 ed è aperto al traffico commerciale dall'alba al tramonto.
Lo scalo ha assorbito, nel 2014, poco più di seicentomila passeggeri.